# Pięciobój nowoczesny na Światowych Wojskowych Igrzyskach Sportowych 2015 – mężczyzn indywidualnie
Pięciobój nowoczesny mężczyzn indywidualnie podczas 6. Światowych Wojskowych Igrzyskach Sportowych rozegrany został w ramach pięcioboju nowoczesnego w dniach 7 i 9 października 2015 w koreańskim Mungyeongu podczas światowych igrzysk wojskowych. 
Rywalizacja toczyła się na obiektach KAFAC Modern Pentathlon Place. Zawody były równocześnie traktowane jako 43 Wojskowe Mistrzostwa Świata w pięcioboju nowoczesnym.

## Terminarz
Wszystkie godziny podane są w czasie koreańskim (UTC+09:00) oraz polskim (CEST).
| Harmonogram przebiegu konkurencji | Harmonogram przebiegu konkurencji | Harmonogram przebiegu konkurencji | Harmonogram przebiegu konkurencji                     |
| Data                              | Godzina rozpoczęcia               | Godzina rozpoczęcia               | Wydarzenie                                            |
| Data                              | (UTC+09:00                        | CET                               | Wydarzenie                                            |
| --------------------------------- | --------------------------------- | --------------------------------- | ----------------------------------------------------- |
| 7 października 2015(dts)          | 10:00                             | 19:00                             | Kwalifikacje szermierka Gr A                          |
| 7 października 2015(dts)          | 11:10                             | 20:10                             | Kwalifikacje pływanie Gr B                            |
| 7 października 2015(dts)          | 13:00                             | 22:00                             | Kwalifikacje szermierka Gr B                          |
| 7 października 2015(dts)          | 14:00                             | 23:00                             | Kwalifikacje pływanie Gr A                            |
| 7 października 2015(dts)          | 16:00                             | 01:00                             | Kwalifikacje bieg przełajowy (ze strzelaniem) Grupa A |
| 7 października 2015(dts)          | 17:00                             | 02:00                             | Kwalifikacje bieg przełajowy (ze strzelaniem) Grupa B |
|                                   |                                   |                                   |                                                       |
| 9 października 2015(dts)          | 07:30                             | 16:30                             | pływanie                                              |
| 9 października 2015(dts)          | 09:00                             | 18:00                             | szermierka                                            |
| 9 października 2015(dts)          | 14:00                             | 23:00                             | jazda konna                                           |
| 9 października 2015(dts)          | 17:00                             | 02:00                             | bieg przełajowy 3,2 km (ze strzelaniem)               |

## Uczestnicy
Do startu zgłoszonych zostało 46 zawodników reprezentujących 20 kraje, sklasyfikowanych zostało 35 zawodników. Mężczyźni drużynowo zajęli 6 miejsce, a indywidualnie Jarosław Świderski był 4, Szymon Staśkiewicz 20, Remigiusz Golis 21, a Michał Gralewski 35. 

- Argentyna (1)
- Austria (1)
- Białoruś (3)
- Brazylia (1)
- Chiny (4)
- Egipt (3)
- Ekwador (2)
- Francja (1)
- Kazachstan (1)
- Korea Południowa (4)
- Litwa (1)
- Łotwa (1)
- Niemcy (3)
- Polska (4)
- Rosja (4)
- Stany Zjednoczone (3)
- Szwajcaria (2)
- Ukraina (3)
- Urugwaj (1)
- Włochy (3)

## Medaliści
| Złoto                           | Srebro                   | Brąz                   |
| Drużyna / Zawodnik              | Drużyna / Zawodnik       | Drużyna / Zawodnik     |
| Park Dong-su · Korea Południowa | Alexander Nobis · Niemcy | Amro El Geziry · Egipt |

## Wyniki
| Miejsce | Zawodnik                | Reprezentacja     | Pkt  | Uwagi |
| ------- | ----------------------- | ----------------- | ---- | ----- |
| 01 !    | Park Dong-su            | Korea Południowa  | 1455 |       |
| 02 !    | Alexander Nobis         | Niemcy            | 1450 |       |
| 03 !    | Amro El Geziry          | Egipt             | 1449 |       |
| 4       | Jarosław Świderski      | Polska            | 1443 |       |
| 5       | Ilja Frołow             | Rosja             | 1440 |       |
| 6       | Kim Seung-jin           | Korea Południowa  | 1435 |       |
| 7       | Wu Hepeng               | Chiny             | 1431 |       |
| 8       | Andriy Fedeczko         | Ukraina           | 1430 |       |
| 9       | Oleg Naumow             | Rosja             | 1430 |       |
| 10      | Valentin Belaud         | Francja           | 1429 |       |
| 11      | Justinas Kinderis       | Litwa             | 1428 |       |
| 12      | Auro Franceschini       | Włochy            | 1428 |       |
| 13      | Kirił Kasjanik          | Białoruś          | 1426 |       |
| 14      | Siergiej Kariakin       | Rosja             | 1419 |       |
| 15      | Omar El Geziry          | Egipt             | 1417 |       |
| 16      | Lee Seung-chul          | Korea Południowa  | 1416 |       |
| 17      | Nathan Keith Schrimsher | Stany Zjednoczone | 1414 |       |
| 18      | Pier Paolo Petroni      | Włochy            | 1414 |       |
| 19      | Denys Pavliuk           | Ukraina           | 1413 |       |
| 20      | Szymon Staśkiewicz      | Polska            | 1408 |       |
| 21      | Remigiusz Golis         | Polska            | 1400 |       |
| 22      | Valerio Grasselli       | Włochy            | 1399 |       |
| 23      | Eslam Hamad             | Egipt             | 1397 |       |
| 24      | Yuriy Fedeczko          | Ukraina           | 1392 |       |
| 25      | Vladislav Sucharievi    | Kazachstan        | 1380 |       |
| 26      | Pavel Tsikhanau         | Białoruś          | 1377 |       |
| 27      | Matthias Sandten        | Niemcy            | 1374 |       |
| 28      | Thomas Daniel           | Austria           | 1368 |       |
| 29      | Valerii Owczarow        | Rosja             | 1350 |       |
| 30      | Emanuel Gerardo Zapata  | Argentyna         | 1348 |       |
| 31      | Ren Yipeng              | Chiny             | 1344 |       |
| 32      | Patrick Douge           | Niemcy            | 1330 |       |
| 33      | Logan Wilson Storie     | Stany Zjednoczone | 1326 |       |
| 34      | Deniss Cerkovskis       | Łotwa             | 1232 |       |
| 35      | Michał Gralewski        | Polska            | 1111 |       |